# 앞다리

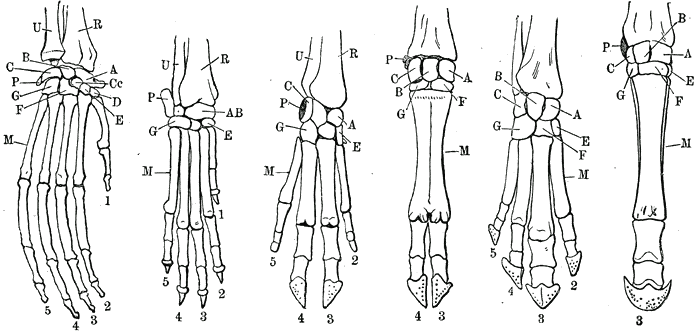
포유류의 앞다리들은 다양한 기능을 하지만 모두 상동성을 보인다.

앞다리(forelimb, front limb)는 네 발을 쓰는 육상척추동물의 몸통의 뇌신경 끝에 달려있는 대칭형의 관절 부속지(팔다리)의 하나이다.
척추동물의 모든 앞다리는 상동성이 있으며 이는 동일 구조에서 진화했음을 의미한다. 예를 들어 거북이나 돌고래의 지느러미발, 인간의 팔, 말의 앞다리, 박쥐와 새의 날개는 서로 큰 차이가 있지만 궁극적으로 상동성이 있다.

## 같이 보기
- 운동에 대한 해부학 용어